# Ateliers Feyens
Ateliers Feyens war ein belgischer Hersteller von Automobilen.

## Unternehmensgeschichte
François Feyens leitete das Unternehmen an der Avenue des Nénuphars in Auderghem/Oudergem. Er begann 1937 mit der Produktion von Nutzfahrzeugen. Der Markenname lautete Feyens. 1939 endete die Produktion.

## Fahrzeuge
Das einzige Modell war ein kleiner Lieferwagen. Er hatte einen Einzylinder-Dieselmotor, der aus 565 cm³ Hubraum 15 PS leistete. Die Höchstgeschwindigkeit war mit 60 km/h angegeben. Das Fahrgestell wog 300 kg. Die Nutzlast betrug ebenfalls 300 kg.